# Push to talk
A Push-to-talk (PTT), azaz nyomd-hogy-beszélj egy módszer a fél-duplex vonalakon történő beszélgetésre egy kitüntetett gomb használatával, mellyel az adó és vételi módok között lehet váltani.

## Hagyományos, kétirányú rádiók
A kereskedelmi forgalomban kapható családi és amatőr rádiókon a PTT egy gomb, melyet lenyomunk, ha adni kívánunk az adott frekvenciára vagy csatornára hangolt rádióval. Amíg a PTT gomb nincs lenyomva, minden rádióadás, amely a kiválasztott csatornán vagy frekvencián folyik, hallhatóvá válik a készülék hangszóróján. Ha a rádió nem támogatja a full-duplex  működést, a vett hang általában elnémítódik a PTT gomb megnyomására. Az egy rádión egyszerre történő adás és vétel általában nem támogatott.
A közelmúltban a PTT koncepciót átvették a mobilszolgáltatók, hogy azonnali üzenetküldést tegyenek lehetővé az ügyfeleik számára, ezzel egyfajta walkie-talkie funkciót utánozva a mobiltelefon-hálózaton.

## Mai használata a mobiltelefóniában (PTT PoC)

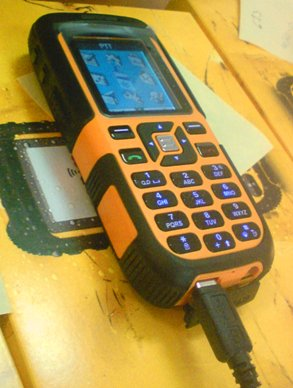
A Sonim Technologies Sonim XP1 OMA PTT képes telefonja

A PoC, avagy Push-To-Talk Over Cellular adó-vevő készülékek, más néven hálózati adó-vevők, olyan, hagyományos rádió adó-vevőkre hasonlító, és azokhoz hasonlóan kezelhető eszközök, amelyek internetkapcsolat (jellemzően mobilinternet vagy WiFi-csatlakozás) segítségével teremtenek lehetőséget a készülékek használói közötti kommunikációra. A PTT-over-Cellular (PoC) angol kifejezés arra utal, hogy a felhasználóknak az adó-vevőkön megszokott PTT (push-to-talk) gombot kell nyomniuk beszéd közben, azonban az összeköttetés celluláris hálózaton keresztül jön létre. A PoC adó-vevők ötvözik a hagyományos rádió adó-vevők és a mobiltelefonok előnyös tulajdonságait. Használatuk különösen olyan munkavégzésnél vagy munkaszervezésnél előnyös, ahol a munkacsoport valamennyi részvevőjének hallania kell a forgalmazást és utasításokat, illetve ott, ahol a telefonok a hívásfelépítési idő miatt nem, vagy csak körülményesen használhatóak.  
A Push-To-Talk hívások fél-duplex hívásokat biztosítanak - amíg valaki beszél, a többi hallgatja. A hagyományos mobiltelefon hálózatoknál az eszközök full-duplex kommunikációt valósítanak meg, lehetővé téve a felhasználóknak, hogy egyszerre beszéljenek a másik félhez, és közben hallgassák is őt. Az ilyen jellegű kommunikációhoz az szükséges, hogy egy hívószám (telefonszám) tárcsázásával új hívást kezdeményezzünk, és a másik fél elfogadja azt. Az ilyen hívások addig maradnak aktívak, amíg valamelyik fél meg nem szakítja a felépített kapcsolatot, vagy ha elveszik a jel, esetleg ha hálózati kiesés történik. Egy ilyen rendszer nem teszi lehetővé, hogy kényelmesen kezdeményezzünk átvitelt a hálózat többi tagja felé anélkül, hogy fel kellene tárcsáznunk őket, mint ahogy az a kétirányú rádiók esetén megszokott.
A mobilszolgáltatók által nyújtott Push-To-Talk megvalósítások lehetővé teszik csatornák vagy frekvenciasávok használata helyett központilag kezelt vagy meghívásos alapon működő felhasználói csoportok kialakítását. Ezen csoportok között nincs átforgalmazás, de egy felhasználó több csoportnak is tagja lehet. A mobil távközlő-technológia használata következtében ezen szolgáltatások általában távolsági korlátoktól függetlenek, a vétel minőségét az adott terület lefedettsége határozza meg.
A PoC technológia előnye, hogy a hagyományos rádió adó-vevő rendszerekhez képest jóval nagyobb területeken belül biztosítja  a kommunikációt, mivel az szinte bárhol használható, ahol internet-kapcsolat rendelkezésre áll. PoC adó-vevő rendszerek esetén nincs szükség saját átjátszó állomások telepítésére, és mivel nem szükséges hozzá saját, bérelt frekvencia, rendszertervezésre és engedélyezésre sincs szükség. A PoC adó-vevők digitális eszközök, így számos kiegészítő szolgáltatást is nyújtani tudnak a felhasználóknak,mint pl. GPS-nyomkövetés, számítógépes diszpécser-konzol, szöveges vagy multimédia üzenetküldés, okostelefonra telepíthető alkalmazás, amellyel szinte tetszőleges okostelefon is bekapcsolódhat a forgalmazásba.  
A PoC adó-vevők használatához az internetkapcsolaton kívül általában szükség van egy számítógépes háttérszolgáltatásra, amely gondoskodik az egyes adó-vevők (terminálok) azonosításáról, a felhasználói és beszédcsoportok kezeléséről, valamint a hívások irányításáról.

### PoC szabványosítási törekvések
A jelenleg elterjedt mobiltelefonos PTT megvalósítások közös jellemzője, hogy valamilyen mobilinternet megvalósítás, tipikusan GPRS vagy UMTS rendszer felett működnek. A mobilinternetes walkie-talkie ötlete alapvetően nem új, megjelenése a kilencvenes évekre tehető, mégis a nagyközönség Európában a Nokia megvalósítását ismerhette meg elsőként 2004 környékén. Ennél a kapcsolat felépítése és csatornák kezelése SIP segítségével van megvalósítva, a beszédet pedig RTP csomagok továbbítják. Figyelembe véve a mobiltelefonos környezet sajátosságait, mindenféle kommunikáció UDP felett zajlik. A beszéd tipikus késleltetése 200-2000 ms között ingadozik, melynek oka, hogy az AMR beszédkodekkel csomagolt 20 ms hosszú beszédből 8 darab kerül egy RTP üzenetbe.
Mivel ezek után számos gyártó és szolgáltató meg akarta csinálni saját PoC rendszerét, felmerült a természetes igény egy nyílt push-to-talk szabványra, melynek megvalósítását - több gyártó közösen -, az OMA-nál kezdte el. A szabványosítási törekvés eredményeképpen 2005 áprilisában az OMA kiadta a specifikáció 1.0-s elfogadott verzióját. Bár a specifikáció azóta több változatot megért, egyelőre kevés gyártó hozott kereskedelmi forgalomba a szabványt támogató készüléket vagy szoftvert.

## Külső hivatkozások
- PTTSystems Archiválva 2008. december 3-i dátummal a Wayback Machine-ben
- PTT Hungary
- Anico eChat PoC szolgáltatás
- Motorola Wave PoC rendszer és készülékek
- Digitális walkie-talkie: nyilvános push-to-talk szolgáltatás Magyarországon
- OMA PoC 1.0.1 verziószámú specifikációja (PDF, angol)
- DND Telecom Center PoC adó-vevő kínálata
- 5+1 kérdés a GSM hálózaton történő rádiózásról – avagy amit a PoC adó-vevőkről tudni érdemes
- Motorola Wave TLK100 PoC rádiók
- Entel DN495 POC rádió
- Icom LTE adó-vevő rádió